# Morières-lès-Avignon
Morières-lès-Avignon (okzitanisch Morieras d'Avinhon) ist eine französische Gemeinde mit 8996 Einwohnern (Stand 1. Januar 2022) im Département Vaucluse in der Region Provence-Alpes-Côte d’Azur.

## Geographie
Die Gemeinde Morières liegt unmittelbar östlich der Stadt Avignon und nördlich des Flughafens.
Der Canal de Crillon verläuft entlang der westlichen Gemeindegrenze. Die Kanäle im Gemeindegebiet dienen unter anderem der Bewässerung der Golfplätze im Süden der Gemeinde.

## Bevölkerungsentwicklung
| Jahr      | 1962 | 1968 | 1975 | 1982 | 1990 | 1999 | 2008 |
| Einwohner | 1615 | 2163 | 3477 | 6083 | 6405 | 6635 | 7530 |

## Partnerschaft
- Pontremoli in der Toskana, Italien

## Sehenswürdigkeiten
- Kirche Saint-André
- Schloss von Jean-Charles de Folard (18. Jahrhundert)
- Geburtshaus von Agricol Perdiguier
- Weinkellerei Terres d’Avignon im Osten
- Lavoir am Place Agricol Perdiguier

## Persönlichkeiten
- César Verdier (1695–1759), Anatom, Chirurg und Hochschullehrer
- Agricol Perdiguier (1805–1875), Wandergeselle, Politiker und Schriftsteller

## Verkehr
Die östlichen Ausfallstraßen von Avignon (D 28 und D 901) führen durch das Gebiet der Gemeinde. Die Autoroute A7 quert das Gemeindegebiet in Nord-Süd-Richtung.